# Asier Goiria Etxebarria
Asier Goiria Etxebarria (Amorebieta, Spanje, 19 september 1980) is een gewezen Spaanse aanvaller.

## Speler
Goiria startte zijn carrière in Tercera División bij de ploeg van zijn geboortedorp, SD Amorebieta.  Zijn debuut ging niet onopgemerkt voorbij, waardoor hij bij Athletic Club terechtkwam. De ploeg uit Bilbao leende hem onmiddellijk voor één seizoen uit aan het in Segunda División B spelend SD Gernika.  Deze ploeg kon zich echter niet handhaven, waardoor hij het daaropvolgende seizoen terugkeerde naar de ploeg in Bilbao en ingezet werd bij het B elftal dat ook uitkwam in de Segunda División A.
Aangezien hij geen kans maakte om naar de eerste ploeg door te stoten, verkoos hij voor een transfer naar reeksgenoot Burgos CF.  Deze ploeg leende hem het volgende seizoen uit aan een andere reeksgenoot, Logroñes CF, waarna hij voor het daaropvolgende seizoen terugkeerde. Tijdens dat seizoen 2006-2007 werd hij met 18 doelpunten de topscorer van de reeks en werkte hij zo mee aan  de promotie naar de Segunda División A.
Hij stapte echter over naar het eveneens naar Segunda División A  gepromoveerde SD Eibar, waar hij onmiddellijk de topscorer van de ploeg werd met 14 doelpunten.
Zijn opgang verder zettend, verhuisde hij het daaropvolgende seizoen naar het net naar Primera División gepromoveerde CD Numancia . Tijdens dat seizoen op het hoogste niveau speelde hij 32 wedstrijden en trof  hij 5 maal.  Dit kon echter de degradatie niet voorkomen.

Hij volgde de ploeg voor nog één seizoen naar de Segunda División A, waarna hij een nieuwe horizon ging opzoeken bij reeksgenoot FC Cartagena.  Hij tekende een tweejarig contract, maar mislukte totaal tijdens het eerste seizoen 2010-2011 waar hij tijdens 32 wedstrijden slechts in de laatste seizoenwedstrijd zijn eerste en enige doelpunt kon scoren.  Ook het begin van het tweede seizoen werd niet beter.  De spits scoorde tot aan de winterstop van het seizoen 2011-2012 nog geen enkel doelpunt.
Door deze reden kreeg hij begin januari 2012 te horen dat de nieuwe coach Juan Carlos Ríos Vidal niet meer op hem rekende.  De eerste geruchten gingen in de richting van de coach van reeksgenoot CD Guadalajara, Carlos Terrazas, die de speler nog kende van hun periode bij Burgos, maar uiteindelijk was het een andere reeksgenoot FC Girona dat hem wel zag zitten in zijn project.
Hij kon samen met deze ploeg het behoud verzekeren, maar tekende voor het seizoen 2012-2013 bij de neofiet uit de reeks, CD Mirandés.  Ook bij deze ploeg werd het weer een strijd om het behoud.  Tijdens de winterstop stond de ploeg op een negentiende plaats, net niet goed genoeg voor het behoud.  De ploeg kon zich echter redden.  Ook tijdens het seizoen 2013-2014 werd het een strijd van behoud.  Op sportief vlak werd die verloren, maar door de financiële problemen rond Real Murcia, mocht de ploeg zijn plaats op het tweede niveau van het Spaanse voetbal behouden.
Voor het seizoen 2014-2015 keerde hij terug naar zijn geboortedorp, bij SD Amorebieta, een ploeg uit de Segunda División B.  De ploeg zou na de regulier competitie eindigen op een tiende plaats en Goiria had met zijn acht doelpunten daarin een belangrijke rol gespeeld.  Voor deze reden werd zijn contract voor het seizoen 2015-2016 verlengd.  
Tijdens het seizoen 2016-2017 vond hij onderdak bij CD Getxo, een ploeg uit de Tercera División. Dit zou zijn laatste seizoen worden.

## Sportief Directeur
Tijdens het seizoen 2020-2021 werd hij sportief directeur bij de ploeg van zijn geboortedorp, SD Amorebieta.  Het werd een zeer succesvol seizoen, want voor de eerste keer in haar geschiedenis kon de club de promotie naar de Segunda División A afdwingen.